# かごしま環境未来館
かごしま環境未来館（かごしまかんきょうみらいかん）は、鹿児島県鹿児島市城西二丁目にある公共施設。
主に県民や市民が環境への関心や理解を深め、それを日常生活において、環境保全活動に実施させることと活動の輪を広げていくことを目標に建設された施設である。施設は鹿児島実業高等学校の跡地に建設された。2020年3月に展示の全面リニューアルを行っている。

## 施設内容
- 詳細は公式サイト を参照。

### 展示内容
- ゾーン１奇跡の星地球
- ゾーン２地球はすでに限界を超えている
- ゾーン３私たちができること
- ゾーン４未来のために行動しよう

### その他施設
- ミライテラス
- 多目的スペース
- 多目的ホール
- 研修室

## 利用案内
- 開館時間：9:30～21:00（日曜日・祝日は18:00まで）
- 休館日：月曜日（月曜日が祝日の場合はその後の最初の平日）
- 入館料：無料

## アクセス
- 駐車場あり（乗用車46台、バス4台）
- 駐輪場あり（かごしまコミュニティサイクルのポートあり）
- バス

新照院、草牟田、原良小前のいずれかのバス停から徒歩約5分・城西公園前バス停から徒歩約7分